# Catlocarpio siamensis
Catlocarpio siamensis е вид лъчеперка от семейство Шаранови (Cyprinidae). Видът е критично застрашен от изчезване.

## Разпространение
Разпространен е във Виетнам, Камбоджа, Лаос и Тайланд.

## Описание
На дължина достигат до 3 m, а теглото им е не повече от 300 kg.
Популацията на вида е намаляваща.